# Demodex folliculorum
Demodex folliculorum là một trong hai loại của Demodex ký sinh trên da người, chúng được tìm thấy nhiều nhất so với loại còn lại là Demodex Brevis. Chúng sống chủ yếu gần bề mặt da, trong các lỗ chân lông hoặc chân tóc, hoặc chân lông mi.
Việc cư trú của demodex folliculorum tại những vị trí này khá nguy hiểm, vì nó sẽ ăn các tế bào nâng đỡ lớp nang lông mi. Nếu thường xuyên dùng mascara có thể thấy, lớp nâng đỡ lông mi này bị mỏng hoặc yếu, sẽ làm cho lông mi của mình yếu và dễ rụng hơn